# Nomans Land/Thrudvangar
Nomans Land/Thrudvangar – album muzyczny ep zespołów Nomans Land (Petersburg, Rosja) oraz Thrudvangar (Köthen (Anhalt), Niemcy). Album ten został wydany przez niemiecką wytwórnię muzyczną Einheit Produktionen w roku 2008. Promował nadchodzące krążki obu zespołów. Został wydany w ograniczonym nakładzie 541 sztuk.

## Lista utworów
1. "Im Zeichen Des Hammers" - 5:56 (Thrudvangar)
2. "Nornorheim" - 4:21 (Nomans Land)